# 施禮榮
施禮榮，CMG，OBE，QPM，CPM（英語：Brian Francis Patrick Slevin，1926年8月13日—1995年9月11日），英國殖民地資深警務人員，於1974年至1979年擔任香港警務處處長。

## 簡歷
施禮榮於1946年加入英屬巴勒斯坦托管地警隊，於1949年調往香港警隊擔任副督察，於1951年獲晉升為助理警司，於翌年獲得委任為官守太平紳士，於1954年獲晉升為警司，於1955年至1957年被借調至位於英國倫敦亨頓的大都會警察學院擔任海外警務課程的監督人員，於1960年獲晉升為高級警司，於1964年4月1日，獲晉升為總警司，成為香港警察歷史上首6位總警司之一。他於1965年獲得頒授殖民地警察獎章，於1966年獲委任為警務處助理處長，擔任政治部主管，至1969年以警務處高級助理處長身份出任九龍區指揮官；期間於1968年獲得頒授女皇警察獎章。1971年，他出任刑事偵緝處處長，於同年9月獲委任為警務處副處長，期間數度署任警務處處長。1974年1月，他接替行將退休的薛畿輔出任警務處處長，於翌年獲得頒授聖米迦勒及聖喬治勳章。

## 外部連結
- 二次大戰後的警隊首長 （页面存档备份，存于），警聲第773期

| 警職          | 警職                               | 警職          |
| ------------- | ---------------------------------- | ------------- |
| 前任： 薛畿輔 | 香港警務處處長 1974年1月-1979年3月 | 繼任： 韓義理 |

1. ↑  . Ireland Civil Registration Indexes, 1845-1958. 2020-03-16  [2022-05-08]. （原始内容存档于2022-05-08） –FamilySearch （英语）.